# Chapelle royale de Pyrgá

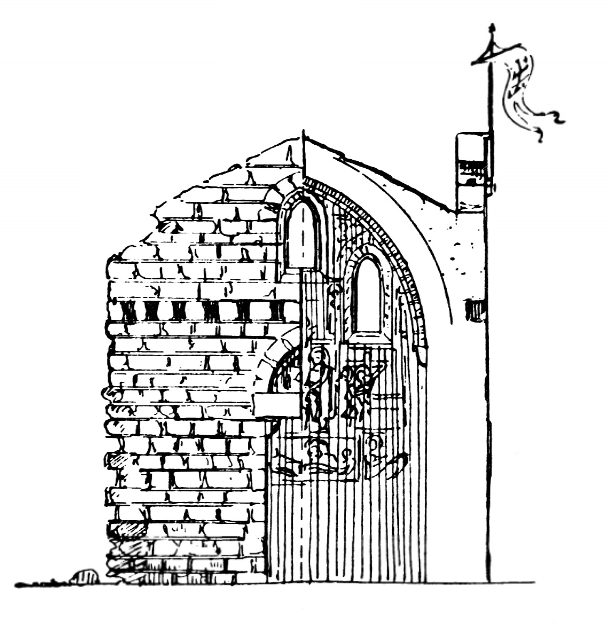
Chapelle royale de Pyrgá, croquis de Camille Enlart

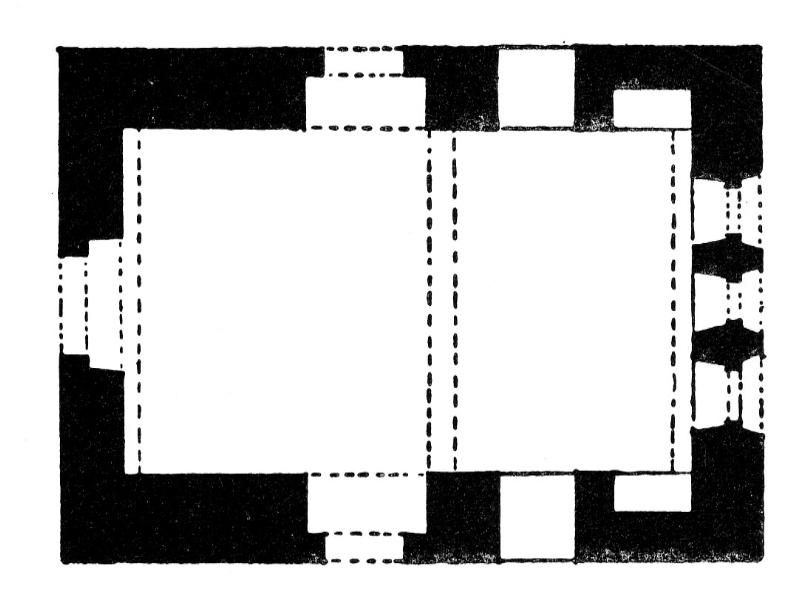
Plan de l'édifice

La chapelle royale de Pyrgá ou chapelle Sainte-Catherine est un ancien édifice religieux en bordure du village de Pyrgá, à Chypre, datant de l'époque des Lusignan, orné à l'intérieur de fresques de style italo-byzantines qui subsistent très partiellement, avec des légendes en vieux français.

## Histoire
L'édifice a été construit en 1421. Il est possible qu'il ait fait partie d'un manoir ou d'un monastère plus important. Le roi Janus s'y serait recueilli avant la bataille de Chirokitia en juillet 1426, contre les mamelouks, où son armée fut écrasée et où il fut capturé et emmené au Caire,.

## Description
Cette chapelle est très simple et de taille limitée. Son style s'apparente à un petit édifice gothique, avec un plan rectangulaire, et un plafond voûté. Elle avait trois entrées, dont deux sont murées aujourd'hui. Sur le linteau de la porte sud, figure un ancien mot français, basoges (basilique). Elle est construite en pierre volcanique, à l'exception des linteaux et arches en pierre poreuse, et des pilastres en pierre blanche,.
L'intérieur était décoré de fresques, consacrées à la vie du Christ sur le mur Est et à la Vierge Marie sur le mur Ouest, avec là encore des légendes mentionnées en vieux français : par exemple Sene dou Jeusdi Saint pour Cène du Jeudi Saint, Pentecouste pour Pentecôte, etc. Ces fresques ne subsistent que partiellement. Le style de cet art chypriote à l'époque des Lusignan croise, selon Camille Enlart, une influence occidentale, plus précisément giottesque, et une influence byzantine, qui a marqué les artistes de l'île avant l'arrivée des seigneurs poitevins. 

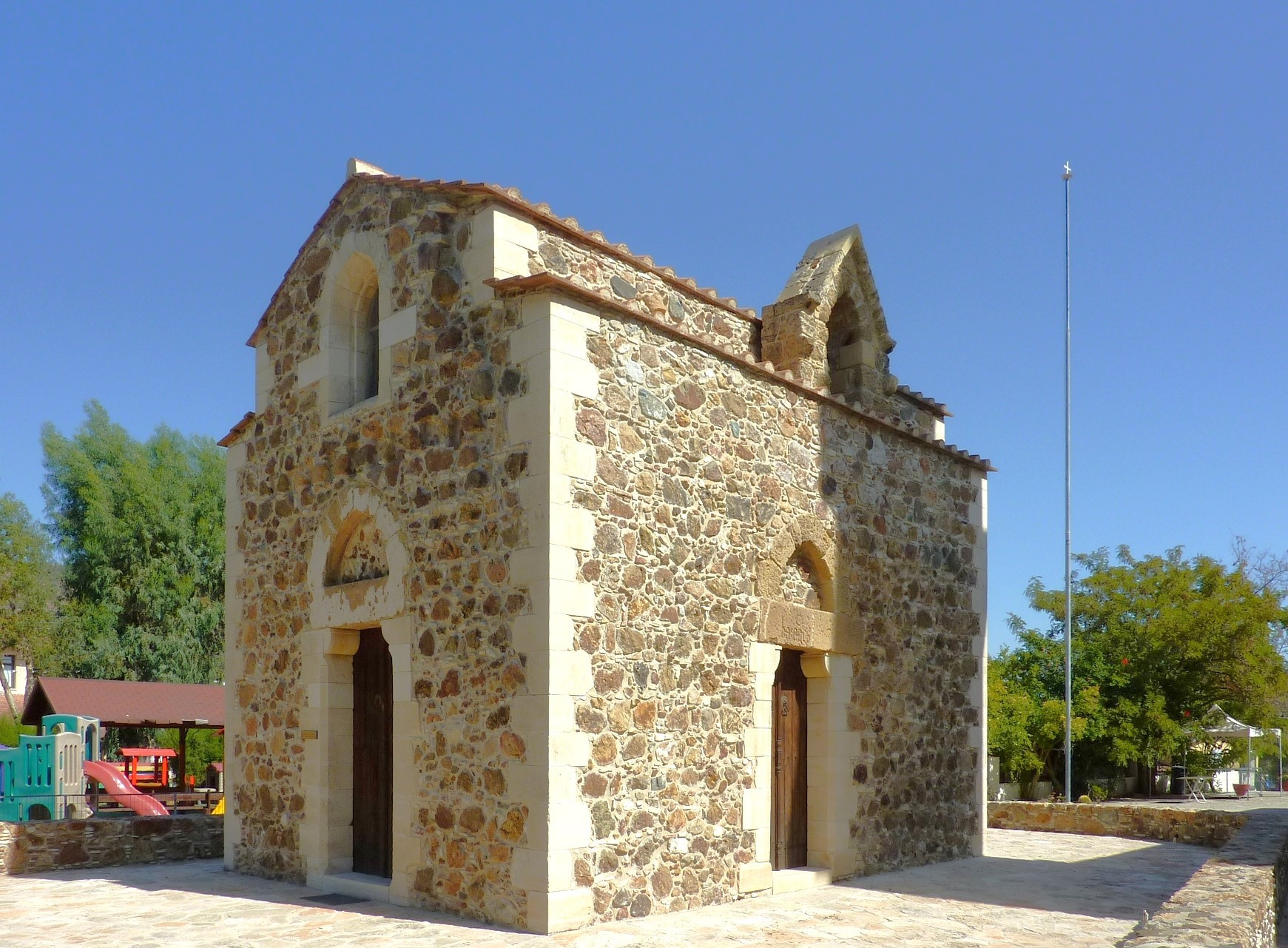
Vue extérieure
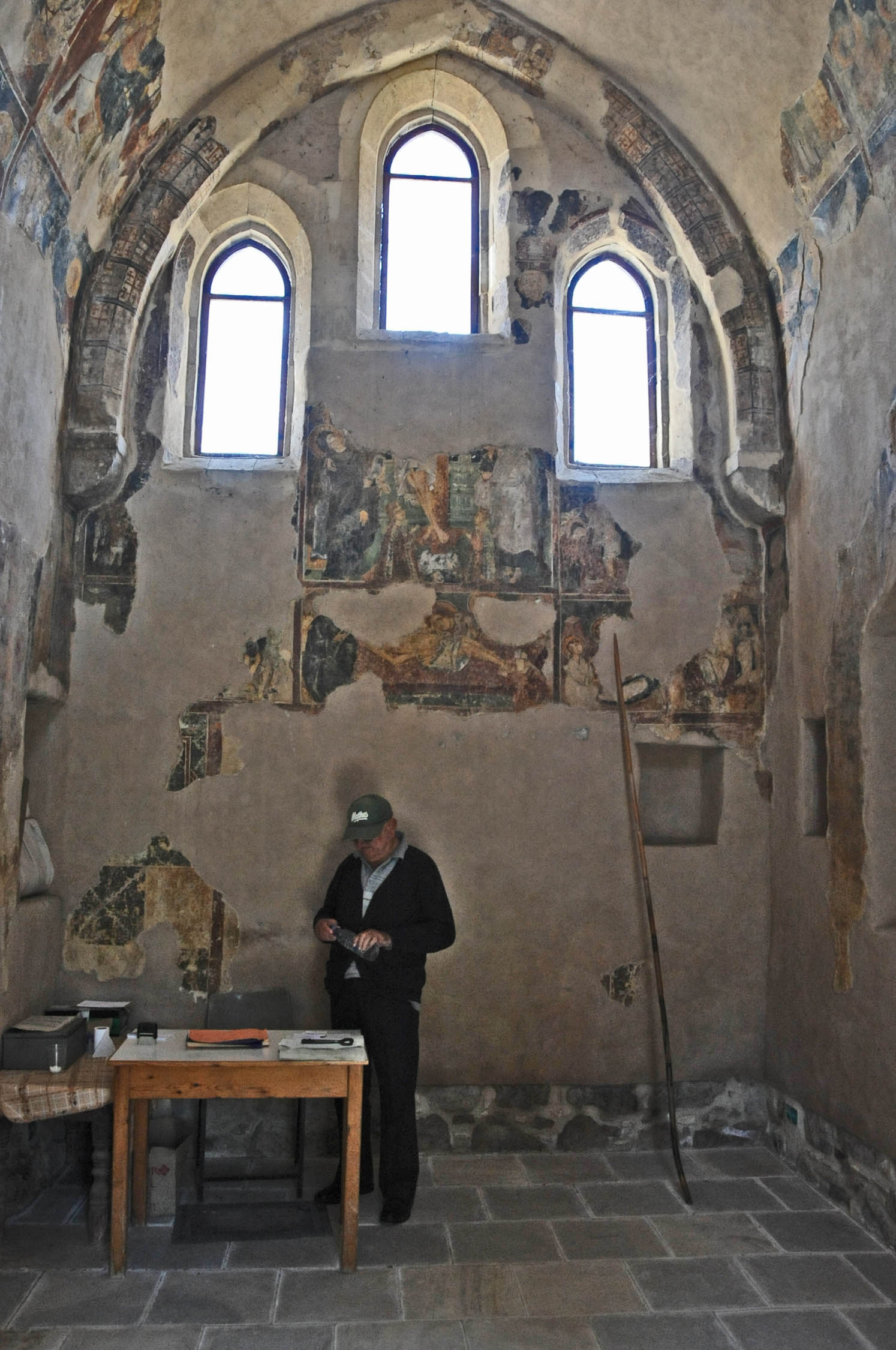
Vue intérieure
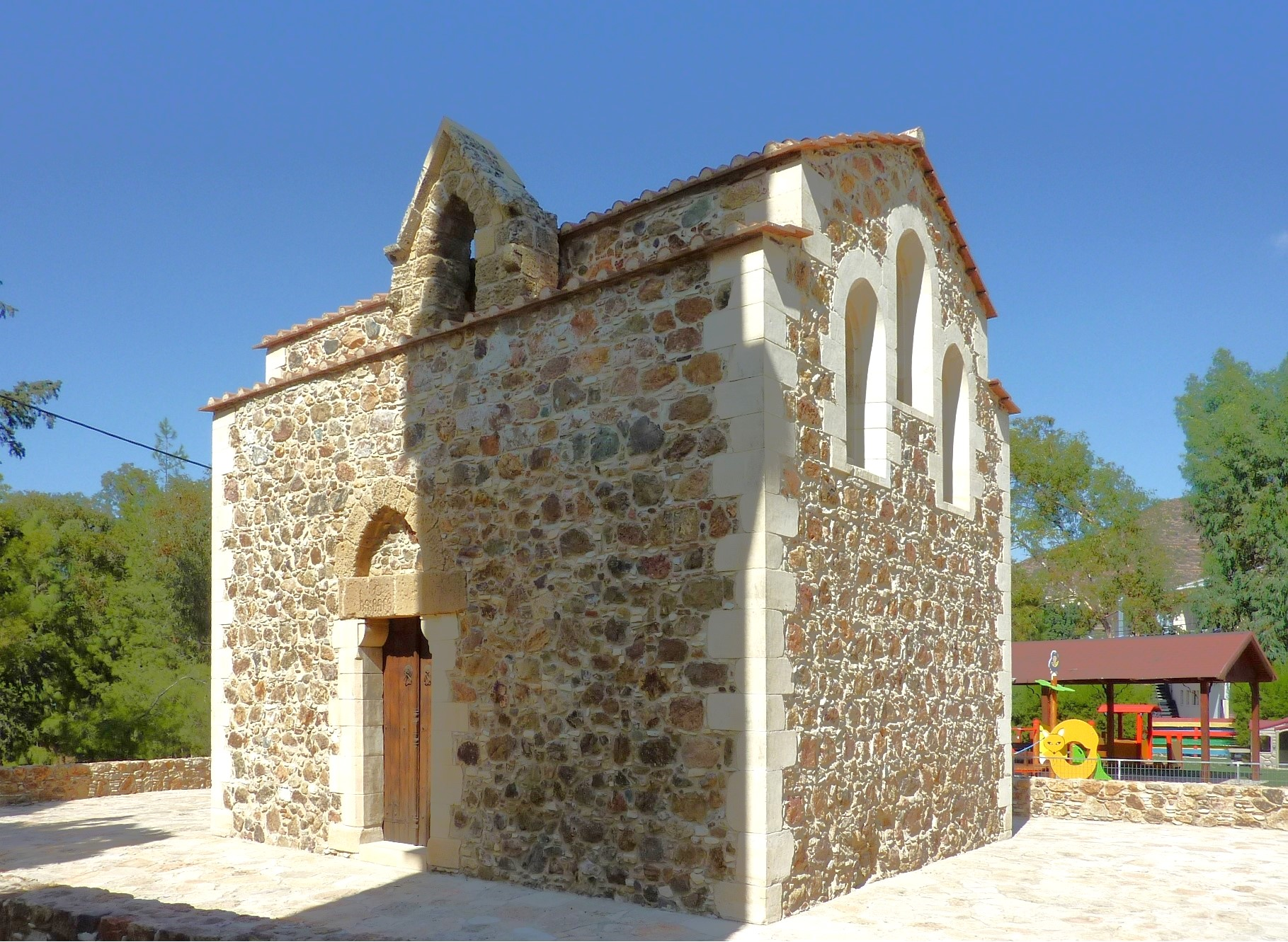
Autre vue extérieure